# 야코프 브렌델

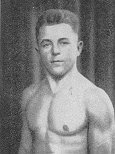

야코브 브렌델(독일어: Jakob Brendel, 1907년 9월 18일 - 1964년 2월 13일)은 독일의 레슬링 선수였다.

## 올림픽
브렌델은 1932년 로스앤젤레스 하계 올림픽에 출전했고 레슬링 그레코로만형 밴텀급 부문에서 금메달을 땄다.

## 참조
1. ↑  "1932년 로스앤젤레스 하계 올림픽 – 레슬링" databaseOlympics.com (2008년 8월 28일)